# NGC 7188
NGC 7188 est une galaxie spirale barrée située dans la constellation du Verseau. Sa vitesse par rapport au fond diffus cosmologique est de 1 447 ± 25 km/s, ce qui correspond à une distance de Hubble de 21,3 ± 1,6 Mpc (∼69,5 millions d'al). NGC 7188 a été découverte par l'astronome américain Francis Leavenworth en 1885.
La classe de luminosité de NGC 7188 est II-III et elle présente une large raie HI. La galaxie renferme également des régions d'hydrogène ionisé (HII).
À ce jour, deux mesures non basées sur le décalage vers le rouge (redshift) donnent une distance de 15,000 ± 0,424 Mpc (∼48,9 millions d'al), ce qui est à l'extérieur des valeurs de la distance de Hubble. Notons que c'est avec la valeur moyenne des mesures indépendantes, lorsqu'elles existent, que la base de données NASA/IPAC calcule le diamètre d'une galaxie et qu'en conséquence le diamètre de NGC 7188 pourrait être d'environ 16,0 kpc (∼52 200 al) si on utilisait la distance de Hubble pour le calculer.

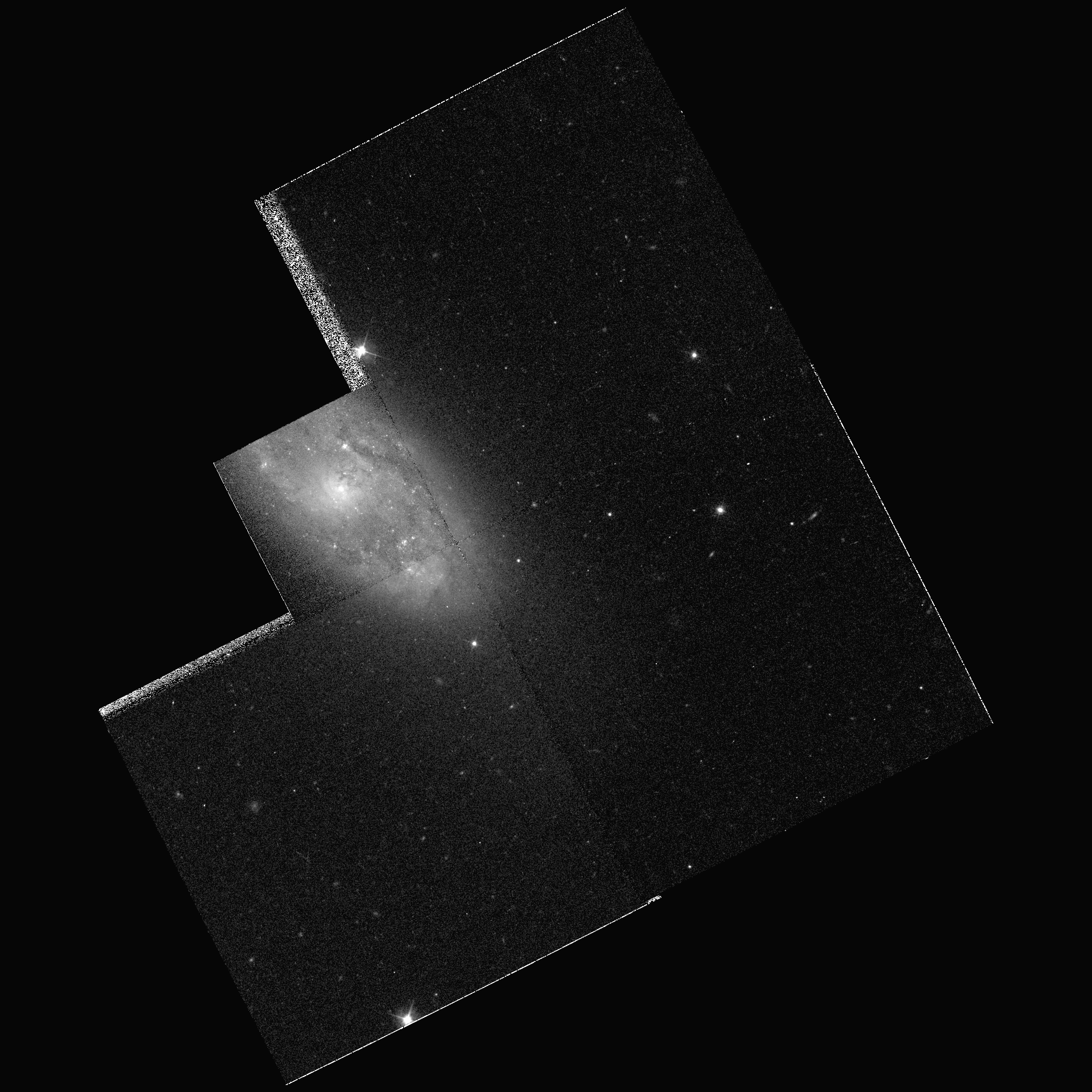
NGC 7188 par le télescope spatial Hubble.